# شبکه ماهواره‌ای بغداد
شبکه ماهواره‌ای بغداد (به عربی: قناة بغداد الفضائية) یک شبکه تلویزیون زمینی عراقی می‌باشد.